# Coyaima
Coyaima est une municipalité colombienne située dans le département de Tolima.